# Liste von Bärenbrunnen
In dieser Liste sind Bärenbrunnen aufgeführt, also Brunnen im öffentlichen Raum, die Bären zum Thema haben.

## Deutschland
| Bezeichnung                       | Bild           | Standort                                                                                     | Künstler                                              | Errichtung Einweihung | Weitere Informationen                                                                                                   |
| --------------------------------- | -------------- | -------------------------------------------------------------------------------------------- | ----------------------------------------------------- | --- | --- |
| Bärenbrunnen (Berlin-Grunewald)   | weitere Bilder | Berlin-Grunewald, Teufelsseechaussee 22 (Lage)                                               |                                                       | | |
| Bärenbrunnen (Berlin-Mitte)       | weitere Bilder | Berlin-Mitte, Werderscher Markt                                                              | Hugo Lederer                                          | 1928; durch die Kampfhandlungen am Ende des Zweiten Weltkriegs im Berliner Stadtzentrum wurde das steinerne Kunstwerk zerstört | 1958 Kopie der kompletten Brunnenanlage von Walter Sutkowski                                                            |
| Bärenbrunnen (Berlin-Tempelhof)   | weitere Bilder | Berlin-Tempelhof, Bärensiedlung (Lage)                                                       | Peter Lipman-Wulf                                     | 1930 | |
| Bärenbrunnen (Berlin-Wilmersdorf) | weitere Bilder | Berlin-Wilmersdorf, im Sommerbad Wilmersdorf (Lage)                                          |                                                       | | |
| Bärenbrunnen (Bernburg)           |                | Bernburg (Saale) (Salzlandkreis, Sachsen-Anhalt), am Bahnhof (Lage)                          |                                                       | | |
| Bärenbrunnen (Bernkastel-Kues)    | weitere Bilder | Bernkastel-Kues (Lage)                                                                       |                                                       | | |
| Bärenbrunnen (Dresden)            |                | Dresden-Striesen, Comeniusstraße                                                             | Otto Pilz                                             | 1929 | Bärenbrunnen mit zwei Schildkröten (siehe auch Liste von Skulpturen und Kleindenkmalen in Dresden#Striesen – Blasewitz) |
| Bärenbrunnen (Erpfingen)          | weitere Bilder | Erpfingen, ein Gemeindeteil von Sonnenbühl                                                   |                                                       | | |
| Bärenbrunnen (Forst (Lausitz))    | weitere Bilder | Forst (Lausitz), im Rosengarten Forst (Lage)                                                 |                                                       | | Siehe auch Liste der Baudenkmale in Forst (Lausitz)                                                                     |
| Bärenbrunnen (Freising)           | weitere Bilder | Freising, vor der Volkshochschule (Lage)                                                     | Karl Huber (Maler)                                    | | |
| Bärenbrunnen (Graal-Müritz)       | weitere Bilder | Graal-Müritz, Rostocker Straße 1 (Lage)                                                      |                                                       | | |
| Bärenbrunnen (Hamm)               | weitere Bilder | Hamm (Lage)                                                                                  |                                                       | | |
| Bärenbrunnen (Holzappel)          |                | Holzappel (eine Ortsgemeinde im Rhein-Lahn-Kreis), am unteren Marktplatz, vor Hauptstraße 19 |                                                       | 1913 | Der Brunnen wurde als „Heimat- und Kriegerdenkmal“ errichtet (siehe Holzappel#Bauwerke).                                |
| Bärenbrunnen (Hundsangen)         |                | Hundsangen                                                                                   |                                                       | | |
| Bärenbrunnen (Kaiserslautern)     |                | Kaiserslautern                                                                               | Gustav Adolf Bernd, nach Entwurf von Herrmann Hussong | 1914; im Zweiten Weltkrieg eingeschmolzen                                                                                      | Bronzefigur 1987 originalgetreu nachgebildet (siehe auch Liste der Kulturdenkmäler in Kaiserslautern#Einzeldenkmäler)   |
| Spielende Bären in Mainbernheim   |                | Mainbernheim, am Scheuerleinsplatz                                                           | Theo Steinbrenner                                     | | |
| Bärenbrunnen in Mainbernheim      | weitere Bilder | Mainbernheim, Herrnstraße (Lage)                                                             |                                                       | 1863 | |
| Bärenbrunnen (Meerbusch)          |                | Meerbusch-Büderich, auf dem Pausenhof der Mauritiusgrundschule                               | Wilhelm Hanebal                                       | 1960 | |
| Bärenbrunnen (Meersburg)          | weitere Bilder | Meersburg, in der Steigstraße (Lage)                                                         | Josef Ehinger                                         | | |
| Bärenbrunnen (München)            | weitere Bilder | München-Schwabing, Elisabethplatz (Lage)                                                     | Georg Müller                                          | 1936 | siehe Liste der Baudenkmäler in Schwabing-West#Einzeldenkmäler – E                                                      |
| Bärenbrunnen (Nürnberg)           |                | Nürnberg, Platnersberg                                                                       |                                                       | 1909 | siehe Platnersberg#Der Bärenbrunnen                                                                                     |
| Bärenbrunnen (Oberursel, Taunus)  | weitere Bilder | Oberursel (Taunus), an der Bärenkreuzung (Lage)                                              |                                                       | | |

## Weitere
| Bezeichnung                | Bild           | Standort                                        | Staat      | Künstler                             | Errichtung Einweihung | Weitere Informationen                                                                        |
| -------------------------- | -------------- | ----------------------------------------------- | ---------- | ------------------------------------ | --------------------- | -------------------------------------------------------------------------------------------- |
| Zähringerbrunnen in Bern   | weitere Bilder | Bern, Altstadt, in der Kramgasse (Lage)         | Schweiz    | Hans Hiltbrand                       | 1535                  | Der Brunnen gehört zu den Berner Altstadtbrunnen aus dem 16. Jahrhundert.                    |
| Bärenbrunnen (Berndorf)    |                | Berndorf (Niederösterreich) (Lage)              | Österreich |                                      |                       | Ehemaliger Trinkbrunnen                                                                      |
| Bärenbrunnen (Breslau)     | weitere Bilder | Breslau, Rynek (Polen) (Lage)                   | Polen      | Ernst Moritz Geyger Ryszard Zamorski | 1904/1998             | Der 1998 aufgestellte Brunnen ist eine Replik des im Zweiten Weltkrieg zerstörten Originals. |
| Brunnen mit Bärenkindern   | weitere Bilder | Innsbruck, Innenstadt Universitätsklinik (Lage) | Österreich | Helmut Millonig                      | 1979                  | zwei spielende Bärenkinder; errichtet zum Jahr des Kindes 1979                               |
| Bärenbrunnen (Kufstein)    | weitere Bilder | Kufstein (Tirol) (Lage)                         | Österreich |                                      | 1911                  | bekrönende Figur eines sitzenden, der Straße zugewandten Bären                               |
| Bärenbrunnen (Prag)        | weitere Bilder | Prag, Smíchov (Tschechien) (Lage)               | Tschechien |                                      |                       | Die Bären sind im unteren Teil des Brunnens zu sehen                                         |
| Bärenbrunnen (Przemyśl)    | weitere Bilder | Przemyśl, Marktplatz (Lage)                     | Polen      |                                      |                       |                                                                                              |
| Bärenbrunnen               |                | Telfs (Tirol) (Lage)                            | Österreich | Helmut Millonig                      | 2. Hälfte 20. Jh.     | Steinfigur eines Bären auf der Brunnensäule                                                  |
| Bärenbrunnen (Wien)        | weitere Bilder | Wien, Margareten (Lage)                         | Österreich | Hanna Gärtner                        | 1928                  |                                                                                              |
| Bärenbrunnen (Wyborg)      | weitere Bilder | Wyborg (Oblast Leningrad), Theaterplatz (Lage)  | Russland   | Eva Gyldén                           | 1913                  |                                                                                              |
| Drei Bärenbrunnen (Zürich) | weitere Bilder | Zürich, im Quartier Fluntern, am Schulhaus      | Schweiz    | Rudolf Wening                        |                       |                                                                                              |